# Justicia nummulus
Justicia nummulus är en akantusväxtart som beskrevs av Raymond Benoist. Justicia nummulus ingår i släktet Justicia och familjen akantusväxter. Utöver nominatformen finns också underarten J. n. pubens.